# Parafia św. Józefa w Zabrzu
Parafia Świętego Józefa – rzymskokatolicka parafia mieszcząca się przy ul. Roosevelta 104 w Zabrzu, należąca do dekanatu zabrzańskiego w diecezji gliwickiej, metropolii katowickiej.

## Historia parafii
Parafia została wyodrębniona w 1931 roku z terytorium parafii św. Andrzeja Apostoła w Zabrzu.
Budowę kościoła parafialnego rozpoczęto w 1930 roku. Do zakończenia budowy nabożeństwa odbywały się w pobliskiej szkole. Budowniczym kościoła był proboszcz parafii św. Andrzeja Apostoła, ksiądz Jan Zwior, który po zakończeniu budowy i powołania parafii został jej pierwszym proboszczem. Budowę kościoła parafialnego zakończono w 1931 roku. 1 października 1934 roku, kuracja usamodzielniła się, a 11 lipca 1941 roku erygowano parafię jako samodzielną. W 1974 roku została zakupiona przez parafię szopka bożonarodzeniowa z figurami naturalnej wielkości, której autorem jest rzeźbiarz Franciszek Masorz z Rybnika. 

## Liczebność i zasięg parafii
Parafię zamieszkuje 14000 mieszkańców w tym 13000 katolików.
Swym zasięgiem duszpasterskim obejmuje ona następujące ulice Zabrza:

- P. Biniasa,
- B. Śmiałego,
- Botaniczną,
- Bracką,
- K. Brodzińskiego,
- Ks. S. Brzóski (cała oprócz nr 27),
- Chłopską,
- Chmielną,
- J. Chodkiewicza,
- Czarnieckiego,
- E. Czogały,
- Czołgistów,
- Ks. K. Damrota od numeru 22 do 84 i od 17 do 49,
- Ks. B. Domańskiego,
- Dożynkową,
- A. Fredry,
- J. Froehlicha,
- Gen. Ch. de Gaulle’a od numeru 43 do 109, od 40 do 86, od 102 do 112 i od 124 do 134,
- Gołębią,
- Grottgera,
- Jasną,
- Jastrzębią,
- Św. Józefa,
- Kaczą,
- Konfederatów Barskich,
- Korzeniowskiego,
- Królewską numer 4 i od numeru 1 do 15,
- A. Krzywonia,
- Lenartowicza,
- Lubelską,
- Łangowskiego od numeru 16 do 38,
- Łokietka,
- Łukasińskiego,
- Matejki od numeru 39 do 64,
- Michała Archanioła,
- Z. Nałkowskiej,
- Niemcewicza,
- Olimpijską,
- Orkana,
- Panieńskie Skały,
- Piłsudskiego od numeru 38 do 56 i od 31 do 81,
- Pl. Kopernika,
- Plebiscytową,
- Przelotową,
- Przemysłową,
- Ptasią,
- Puchałki,
- Reform Rolnych,
- Reymonta od numeru 36 do 68 i od 31 do 35,
- Roosevelta od numeru 24 do 126 i od 25 do 131,
- Różańskiego,
- Rymarkiewicza,
- Sierotki,
- Słoneczną,
- Sobieskiego od numeru 18 do 40 i od 35 do 65,
- A. Struga,
- Szczepaniakowej,
- Świerkową,
- Tetmajera,
- Walisa,
- Webera,
- Wiarusów,
- Wita Stwosza,
- Zabłocie,
- Zawiszy Czarnego,
- Zieloną,
- Zieleniewskiego,
- Żeromskiego od numeru 1 do 28 i od 9 do 81,
- Żółkiewskiego

Od 1934 roku parafia prowadzi księgi chrztów, ślubów i zgonów.
Do parafii należą również 2 cmentarze parafialne przy ulicy Ptasiej i ulicy Czołgistów.

### Przedszkola i szkoły
- Przedszkole nr 1,
- Przedszkole nr 9,
- Przedszkole nr 11,
- Szkoła Podstawowa nr 5,
- Szkoła Podstawowa nr 12,
- Szkoła Podstawowa nr 15,
- Gimnazjum nr 12,
- Zespół Szkół Specjalnych nr 38 (Gimnazjum Specjalne nr 38, Szkoła Podstawowa nr 38),
- Zespół Szkół nr 17,
- Zabrzańskie Centrum Kształcenia Ogólnego i Zawodowego[1].

## Duszpasterze

### Kapłani pracujący w parafii
- ks.Józef Dorosz - proboszcz (od 2005 roku),
- ks. Tomasz Chalimoniuk-Ławryńczuk - wikariusz (od 2021 roku),
- ks. Marek Czorny - wikariusz (od 2023 roku)
- ks. Tadeusz Paluch - rezydent
- ks. Wiesław Żurawski - rezydent
- ks. Daniel Klimkiewicz - rezydent

### Kapłani pracujący w parafii od 1934 roku
- ks.Jozef Chwallek wikariusz (1934-1936),
- ks. Franz Pawlar wikariusz (1936-1938),
- ks. Franz Wientzek wikariusz (1937-1939),
- ks. Gerhard Stellmach wikariusz (1938-1941),
- ks. Zymołka wikariusz (1938),
- ks. Bruno Puscher wikariusz (1939-1943),
- ks. Stanislaus Schulz wikariusz (1944-1945),
- ks. Johannes Nogel wikariusz (1944),
- ks. Józef Chuchracki wikariusz (1946),
- ks. Michał Woś wikariusz (1946-1947),
- ks. Jan Buhl wikariusz (1946-1947),
- ks. Eryk Kokot wikariusz (1947-1949),
- ks. Franciszek Sikora wikariusz (1947-1948),
- ks. Jan Sigmund wikariusz (1948-1949),
- ks. Ernest Michalski wikariusz (1949-1950),
- ks. Józef Knyba wikariusz (1949-1950),
- ks. Mikołaj Twardoch wikariusz (1950),
- ks. Paweł Czolkos wikariusz (1950-1952),
- ks. Jan Mikus wikariusz (1951-1952),
- ks. Franciszek Wala wikariusz (1953),
- ks. Eryk Jelitko wikariusz (1954-1956),
- ks. Jan Śliwiński wikariusz (1954-1957),
- ks. Ludwik Dziech wikariusz (1956-1962),
- ks. Eugeniusz Plichta wikariusz (19561962)
- ks. Mieczysław Zaręba wikariusz (1957-1959),
- ks. Rudolf Bohm wikariusz (1959-1964),
- ks. Rudolf Bohm wikariusz (1959-1964),
- ks. Konrad Unger wikariusz (1961-1967),
- ks. Bolesław Grabowski wikariusz (1962-1969),
- ks. Oswald Bobrzik wikariusz (1964-1969),
- ks. Edmund Podzielny wikariusz (1967-1972),
- ks. Jan Chodura wikariusz (1969-1972),
- ks. Stanisław Woronowski wikariusz (1969-1972),
- ks. Adam Szubka wikariusz (1972-1976),
- ks. Czesław Nowak wikariusz (1972-1976),
- ks. Jan Bogacki wikariusz (1974-1977),
- ks. Gerard Nowak wikariusz (1976-1979),
- ks. Paweł Pyrchała administrator (1976-1976),
- ks. Zdzisław Banaś wikariusz (1976-1979),
- ks. Józef Franik wikariusz (1977-1980),
- ks. Józef Malcherek wikariusz (1979-1981),
- ks. Andrzej Kałuża wikariusz (1979-1981),
- ks. Konrad Kobiński wikariusz (1979-1981),
- ks. Henryk Wycisk wikariusz (1980-1982),
- ks. Hubert Bulig wikariusz (1980-1983),
- ks. Tadeusz Wolański wikariusz (1982-1983),
- ks. Stanisław Struś wikariusz (1981-1984),
- ks. Adam Ciosomak wikariusz (1982-1986),
- ks. Erwin Mateja wikariusz (1983-1985),
- ks. Henryk Majcher wikariusz (1983-1985),
- ks. Marcin Stokłosa wikariusz (1984-1987),
- ks. Krystian Gałąska wikariusz (1985-1987),
- ks. Edward Sobiegała wikariusz (1985-1988),
- ks. Krystian Gałązka wikariusz (1985-1987),
- ks. Jacek Woznica wikariusz (1985-1990),
- ks. Krzysztof Świtała wikariusz (1986-1989),
- ks. Franciszek Zośka wikariusz (1987-1989),
- ks. Andrzej Czaja wikariusz (1988-1989),
- ks. Andrzej Anderwald wikariusz (1989-1991),
- ks. Rudolf Badura wikariusz (1989-1998),
- ks. Andrzej Niesporek wikariusz (1990-1997),
- ks. Henryk Bardosz wikariusz (1991-1999),
- ks. Waldemar Packner wikariusz (1992-1997),
- ks. Antoni Kopiec wikariusz (1994-1994),
- ks. Mariusz Laskowski wikariusz (1994-1996),
- ks. Bartosz Podhajecki wikariusz (1996-2005),
- ks. Dariusz Bienia wikariusz (1996-1999),
- ks. Jan Rosiek wikariusz (1997-1998),
- ks. Rafał Wyleżoł wikariusz (1998-2003),
- ks. Henryk Bacik wikariusz (1999-2004),
- ks. Henryk Dyka wikariusz (2003-2006),
- ks. Paweł Kaniewski wikariusz (2004-2008),
- ks. Daniel Klimkiewicz wikariusz (2005-2011),
- ks. Inf. Paweł Pyrchała (1976-2005),
- ks. Michał Pliśniak wikariusz (2006-2010),
- ks. Andrzej Skolik wikariusz (2008-2013)
- ks. Adam Krupa wikariusz (2010-2012),
- ks. Łukasz Gabryel wikariusz (2011-2013)
- ks. Przemysław Tyburski wikariusz (2012-2013).
- ks. Robert Maszczyk wikariusz (2013-2016)
- ks. Rafał Przybyła wikariusz (2013-2017)
- ks. Marcin Sobota wikariusz (2016-2021)

### Zgromadzenia zakonne
- Zgromadzenie Panien Ofiarowania NMP w Zabrzu

## Grupy parafialne
- Żywy Różaniec,
- Rodzina Radia Maryja,
- Parafialny "Caritas",
- Wspólnota liturgiczna języka niemieckiego,
- Grupa AA,
- Katolickie Stowarzyszenie Młodzieży,
- Dzieci Maryi,
- Stowarzyszenie Rodzin Katolickich,
- Liturgiczną służba ołtarza,
- Schola[2].